# Roger Federers tennissäsong 2012
Roger Federers tennissäsong 2012 var den professionella tennisspelaren Roger Federers femtonde professionella tennissäsong.

## Årssammanfattning

### Australiska öppna
I Australiska öppna vann Federer mot ryssen Alexander Kudryavtsev på tre set. I andra matchen mot tysken Andreas Beck fick Beck lämna återbud på grund av en skada. Sedan vann Federer mot kroaten Ivo Karlović och även fjärde matchen mot australiensaren Bernard Tomic på tre set. I kvartsfinalen mot rivalen Juan Martín del Potro som var Federers 1000:e professionella match i singel vann Federer på tre set med 6–4, 6–3, 6–2. I semifinalen mot Rafael Nadal förlorade Federer på fyra set med 6–7 (5–7), 6–2, 7–6 (7–5), 6–4.

### Första omgången av Davis Cup
I första omgången av Davis Cup mot USA förlorade Federer sin singelmatch mot John Isner på fyra set med 6–4, 3–6, 6–7 (4–7), 2–6. I dubbelmatchen tillsammans med Stanislas Wawrinka förlorade de mot Mike Bryan och Mardy Fish på fyra set. De andra schweizarna förlorade också sina matcher och USA vann mot Schweiz med 5–0 i matcher.

### ABN Amro World Tennis Tournament
Federer åkte sedan till Nederländerna och spelade i ABN Amro World Tennis Tournament. Han vann där mot Nicolas Mahut och Mikhail Youzhny (som gjorde en walkover). I kvartsfinalen mot Jarkko Nieminen vann Federer på två set. I semifinalen mot ryssen Nikolaj Davydenko vann Federer på tre set med 4–6, 6–3, 6–4 och nådde sin första final under året. I finalen mötte han argentinaren Juan Martin del Potro som Federer besegrade stort i två set med segersiffrorna 6–1, 6–4 och Federer vann sin första titel för året och sin första titel i Rotterdam Open sedan 2005.

### Dubai Tennis Championships
Federer spelade sedan i Dubai Tennis Championships. I kvartsfinalen besegrade han Mikhail Youzhny komfortabelt, och i semifinalen besegrde han Juan Martín del Potro i två jämna set som båda gick till tiebreak. Finalen mot Andy Murray vann Federer i två set och erövrade sin femte titel i Dubai. Han förlorade inte ett enda set i turneringen och det var hans andra raka titel under året. 

### Indian Wells Masters
Federer spelade sedan i Indian Wells Masters. Där besegrade han igen del Potro i kvartsfinalen. Vinsten blev hans 250:e vinst i karriären i Masters 1000-matcher. I semifinalen besegrade han Rafael Nadal i två set för tionde gången. I finalen väntade John Isner som Federer besegrade i två set och vann sin nittonde Masters 1000-titel, som var delat rekord.

### Madrid Masters
Han vann sedan sin tredje titel i Madrid Masters efter att ha vunnit över Tomáš Berdych i en jämn tresetare, med slutresultatet 3–6, 7–5, 7–5. Med vinsten tog han även Nadals plats som världstvåa.

### Franska öppna
Federer spelade sedan sin 50:e Grand Slam-turnering när han kom som tredjeseedad till Franska öppna. Han spelade lite osäkert i de första matcherna men nådde kvartsfinalen. Där besegrade han Juan Martín del Potro i en jämn femsetare. Efter att ha förlorat de första två seten kämpade Federer och vann de tre sista seten relativt stort. Han fick sedan se sig besegrad av världsettan Novak Djokovic i tre set.

### Wimbledon

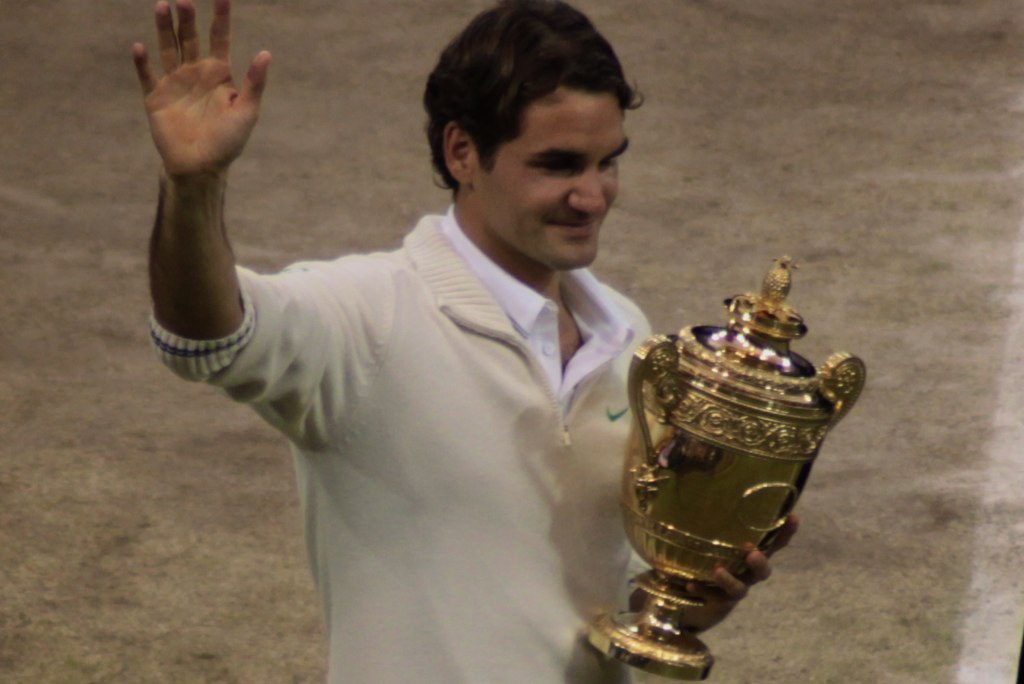
2012 vann Federer sin sjunde Wimbledon-titel och blev världsetta för tredje gången.

I Wimbledon besegrade Federer Albert Ramos, Fabio Fognini, Julien Benneteau och Xavier Malisse. Kvartsfinalen mot Mikhail Youzhny vann han överlägset efter att bara ha förlorat fem gem. Han besegrade sedan världsettan Novak Djokovic i semifinalen i fyra set och nådde därmed sin åttonde Wimbledon-final. I finalen mötte han hemmahoppet Andy Murray. Efter tre timmar och tjugotre minuters spel tog Federer hem titeln i fyra set med 4–6, 7–5, 6–3, 6–4, och tangerade därmed Pete Sampras rekord på sju vunna Wimbledontitlar samt att han tog tillbaka förstaplatsen på världsrankingen från Djokovic.

### OS 2012
Fyra veckor efter Wimbledon-finalen mötte Federer åter Murray på Wimbledons Centre Court, den här gången i OS-finalen. Denna match kom efter en fyra timmar och tjugosex minuter lång semifinal mot argentinaren Juan Martín del Potro som Federer vann med 19–17 i det tredje och sista setet. Murray besegrade i finalen en chanslös Federer i tre raka set (6–2, 6–1, 6–4). Federer tog därmed OS-silver tillika sin första individuella OS-medalj i tennis.

### Cincinnati Masters
Federer vann sedan Cincinnati Masters väldigt komfortabelt efter att finalbesegrat Novak Djokovic i två set med 6–0, 7–6(9–7). Han förbättrade därmed sitt rekord till fem Cincinnati-titlar, fler än någon annan spelare; utöver det förlorade han inte ett enda set i hela turneringen.

### US Open
Det gick mindre bra i US Open, där fick han se sig besegrad i kvartsfinalen av Tomáš Berdych. Det var första gången på åtta år, sedan 2004, som Federer inte nått semifinalen i US Open. Efter att ha besegrat Stanislas Wawrinka i tredje omgången av Shanghai Masters, stod det klart att Federer skulle vara världsetta i sin trehundrade vecka i karriären.

### Swiss Indoors
Han nådde sin sjunde raka final i Swiss Indoors men förlorade där mot del Potro.

### ATP World Tour Finals
Federer nådde även finalen i ATP World Tour Finals, men förlorade i en mycket jämn match mot Novak Djokovic.